# Chuba Akpom
Chuba Amechi Akpom (* 9. října 1995 Londýn) je anglický profesionální fotbalista, který hraje na pozici útočníka za nizozemský klub AFC Ajax. Je také bývalým anglickým mládežnickým reprezenentantem.

## Klubová kariéra

### Arsenal
Akpom začal svou kariéru v Arsenalu, kde debutoval v roce 2013. Během působení v Arsenalu se nedokázal prosadit do A-týmu, a tak putoval po hostováních. Mezi lety 2014 a 2018 si tak zahrál za Brentford, Coventry City, Nottingham Forest, Hull City, Brighton a za belgický klubu Sint-Truiden.

### PAOK Soluň
V roce 2018 přestoupil do řeckého klubu PAOK Soluň. Po úspěšných dvou sezónách v Řecku, kdy vyhrál řeckou Superligu a řecký fotbalový pohár, přestoupil zpátky do Anglie, kde podepsal smlouvu s druholigovým Middlesbrough.
Po první, ne příliš povedené, sezóně v dresu Middlesbrough odešel Akpom v létě 2021 zpátky na hostování do PAOKu. V sezóně 2021/22 odehrál 34 ligových utkání, v nich vstřelil 7 branek.

### Middlesbrough
V létě 2022 se vrátil do Middlesbrough. Na Boxing Day 2022, kdy vstřelil svůj první hattrick za Boro při vítězství 4:1 nad Wiganem Athletic na Riverside Stadium. 4. března 2023 vstřelil Akpom 2 góly při domácím vítězství 5:0 nad Readingem a stal se tak prvním hráčem Middlesbrough, který vstřelil 20 ligových gólů v jedné sezóně od roku 1990, kdy se to podařilo Berniemu Slavenovi. V sezóně 2022/23 vstřelil 28 ligových branek, a stal se nejlepším střelcem soutěže.

### Ajax
Po své nejpovedenější sezóně v kariéře přestoupil Akpom v létě 2023 do nizozemského Ajaxu.